# Fête de Notre-Dame de la Visitation à Vievola
La fête de Notre-Dame de la Visitation  (en occitan : Festa t’Vieola ) est une fête organisée à Vievola, près de Tende, dans les Alpes-Maritimes, en région Provence-Alpes-Côte d’Azur. Elle se déroule annuellement le premier dimanche de juillet. Le côté religieux et ses pratiques rituelles est associé au côté plus populaire à travers des pratiques festives.  La chapelle Notre-Dame de la Visitation, centre des festivités, est à Vievola, un hameau à 4 kilomètres de Tende et dernier village avant la frontière italienne.
La fête de Notre-Dame de la Visitation est inscrite à l'Inventaire du patrimoine culturel immatériel en France dans le domaine des pratiques rituelles. 

## Historique
La fête de Vievola est basée sur un fait religieux, celui de la Visitation de la  Vierge Marie à sa cousine sainte Élisabeth. Cet évènement est fêté par l’Église fin mai ou début juillet. C’est cette dernière date qui fut choisie pour honorer l’évènement en la chapelle Notre-Dame de la Visitation. Cette dernière fut construite au XVIIe siècle à la suite d’une épidémie de peste. L’organisation de la célébration, bien que devenue populaire et pas seulement religieuse, est confiée à un membre de la communauté paroissiale. La vente de boissons en parallèle de la célébration religieuse a toujours plus ou moins eu lieu, avec quelques périodes d’interruptions, notamment des années 1960 à 1977.  Aujourd’hui, ce sont les paroissiens qui tiennent la buvette.

## Description de la pratique
- La célébration commence par quatre soirées de chapelets. Le samedi, une neuvaine est organisée dans la chapelle.
- Le dimanche matin, la messe est donnée à 10 heures. À l’entrée, le fidèle peut faire un don et en retour lui sera accrochée une épingle ornée de rubans bleus, roses ou blanc et d’une effigie de la Vierge. Les dons servent à financer les préparatifs de la fête.
- À la suite de la messe, une procession se met en route derrière la statue de la Vierge.
- À la fin de la procession, les élus locaux prennent la parole et un apéritif est offert aux participants, au son des chants entonnés par un groupe musical.
- L’après-midi, un chapelet est récité à la chapelle. Sinon, des musiciens arrivent du Piémont de l’autre côté du Col de Tende et animent la fin de l’après-midi avec des valses, des courente et des balèt jusqu’au dîner. Les organisateurs, leur famille et les musiciens dînent ensemble.
- Après le dîner se tient le bal pour clore la journée.

La population de Tende considère la fête de Vievola comme « l’archétype, survivant et archaïque, de la fête typique de Tende, pour la raison implicite de l’origine piémontaise de ses acteurs actuels ».